# هربرت أبوت
هربرت أبوت (6 أبريل 1855 في الهند - 13 يونيو 1939 في المملكة المتحدة) (بالإنجليزية: Herbert Abbott)‏ هو لاعب كريكت بريطاني (وحمل سابقاً جنسية المملكة المتحدة لبريطانيا العظمى وأيرلندا). لعب مع نادي مارليبون للكريكت ‏.

## وصلات خارجية
- هربرت أبوت على موقع إي آس بي آن كريك إنفو (الإنجليزية)